# Magalie Pottier
Magalie Pottier (nascida em 16 de março de 1989) é uma ciclista francesa que representa França no ciclismo BMX.
Pottier é treinada por Fabrice Vettoretti. Conquistou três medalhas no Campeonato Mundial de BMX entre 2008 e 2011, e uma de bronze no Campeonato Europeu de BMX em 2008.
Participou nos Jogos Olímpicos de Verão de 2012, terminando na sétima posição.
Nos Jogos Europeus de Baku 2015 obteve uma medalha de prata na corrida feminina.